# 西蒙·貝爾蒙多
西蒙·貝爾蒙多是恶魔城系列游戏的虛構角色，虛構的匈牙利人。《惡魔城》及《惡魔城II 詛咒的封印》第一主角人物。除電子遊戲外，西蒙·貝爾蒙多亦出現在電視動畫片《Captain N: The Game Master》中，由安德魯·卡華德斯（Andrew Kavadas）飾演。
武器是鞭子吸血鬼杀手（Vampire killer），曾祖父是克里斯托弗.贝尔蒙特，自己由於遭受詛咒，所以要將德古拉的碎片重拼起来，唤醒后再消灭。